# Zarządcy Wrocławia

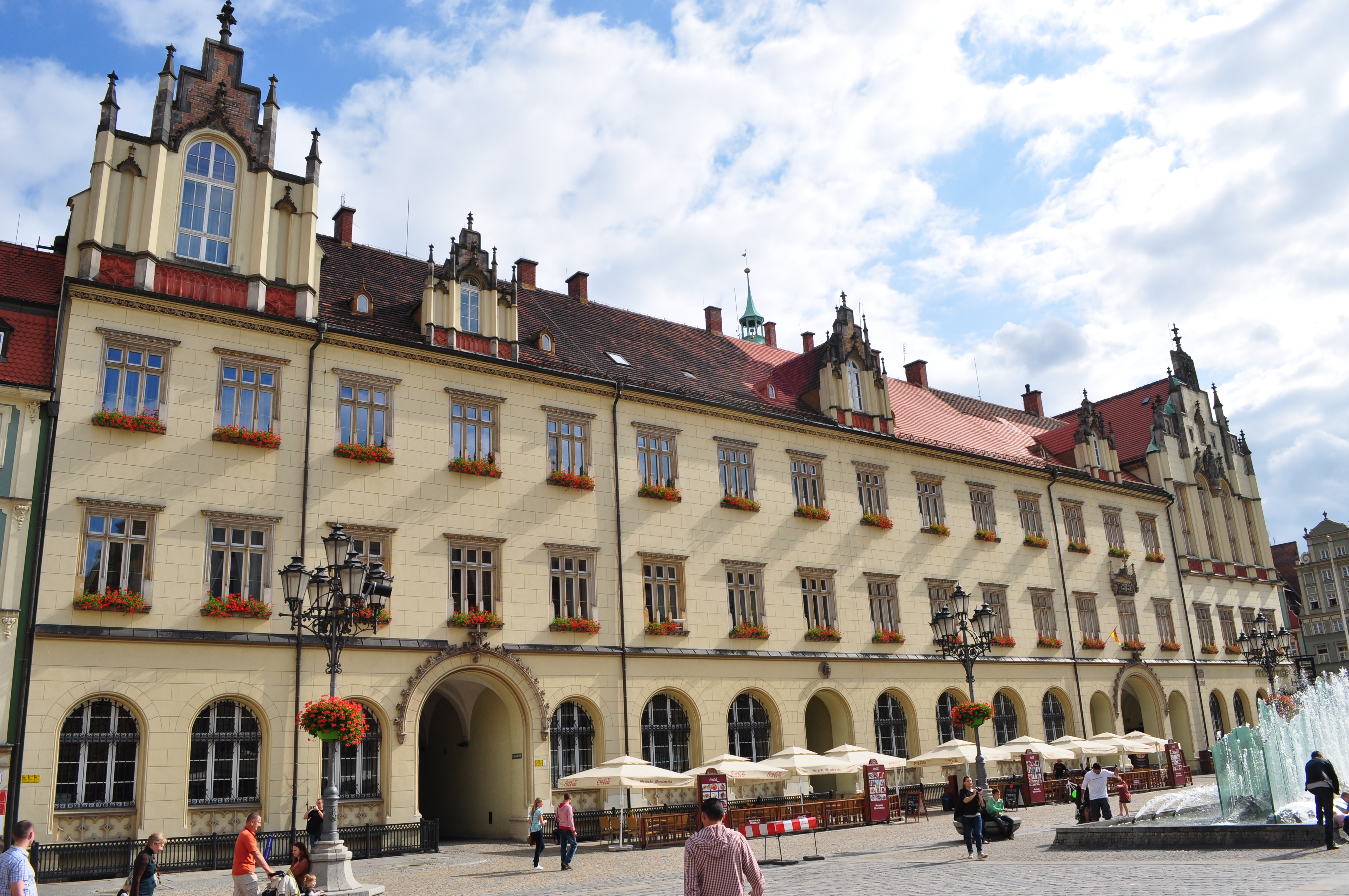
Nowy Ratusz we Wrocławiu, siedziba Prezydenta Wrocławia

Zarządcy Wrocławia – chronologiczna lista prezydentów Wrocławia i innych osób sprawujących urząd głowy miasta od 1809 roku.

## Nadburmistrzowie Wrocławia (1809–1945)

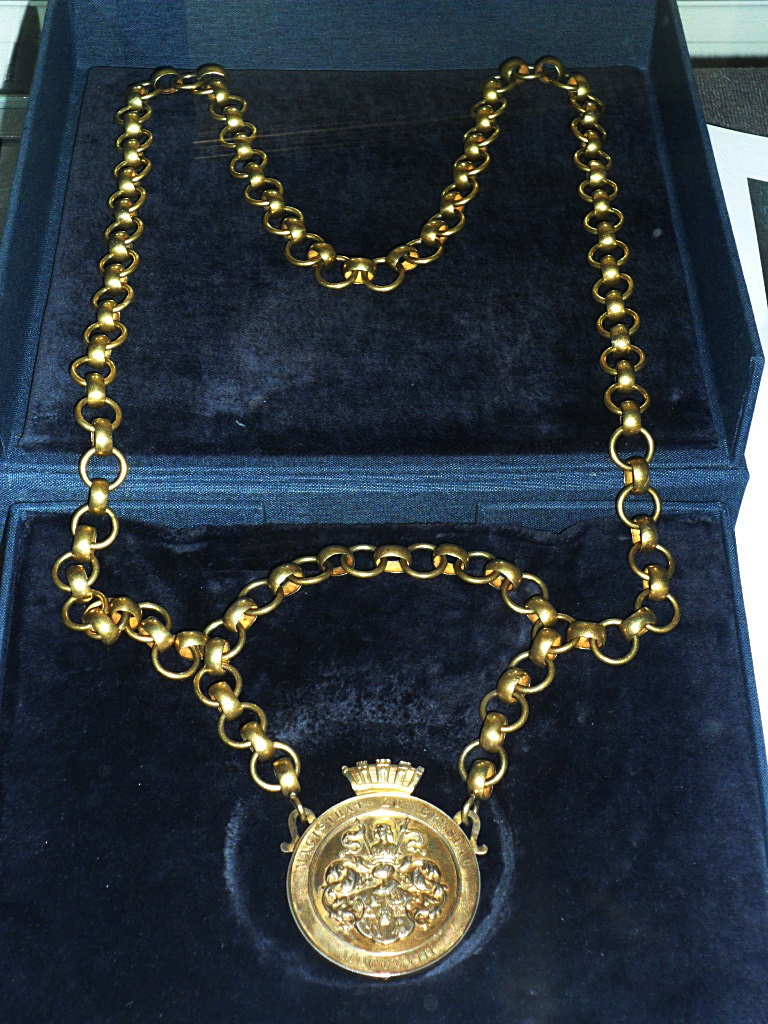
Łańcuch stanowiący insygnium władzy nadburmistrza

| Lp. | Zdjęcie                           | Bürgermeister                       | Urzęd                                | Partia         |
| --- | --------------------------------- | ----------------------------------- | ------------------------------------ | -------------- |
| 1   |                                   | Benjamin Gottlieb Müller            | 1809–1812                            |                |
| 2   | Friedrich August Karl von Kospoth | Friedrich August Carl von Kospoth   | 1812–1832                            |                |
| 3   | Gottlieb Donatus Menzel           | Gottlieb Donatus Menzel             | 1833–1838                            |                |
| 4   | Karl Gottlieb Lange               | Gottlieb Karl Lange                 | 1838–1842                            |                |
| 5   | Julius Pinder                     | Hermann Julius Pinder               | 1843–1848                            |                |
| 6   | Julius Alexander Elwanger         | Julius Alexander Elwanger           | 1851–1863                            |                |
| 7   | Arthur Hobrecht                   | Arthur Hobrecht                     | 1863–1872                            |                |
| 8   | Max von Forckenberg               | Max von Forckenbeck                 | 1872–1878                            |                |
| 9   | Ferdinand Julius Friedensburg     | Ferdinand Julius Ernst Friedensburg | 1879–1891                            |                |
| 10  | Georg Bender                      | Georg Bender                        | 1891–1912                            | Partia Postępu |
|     |                                   | Paul Matting                        | 1912–1919                            |                |
| 11  |                                   | Otto Wagner                         | 1919–1933                            |                |
| 12  |                                   | Helmut Rebitzki                     | 1933–1934                            | NSDAP          |
| 13  |                                   | Hans Fridrich                       | 1934–1944                            | NSDAP          |
| 14  |                                   | Ernst Leichtenstern                 | 1944–1945 kommissarisch              | NSDAP          |
| 15  |                                   | Hermann Hartmann                    | 7 maja–16 sierpnia 1945 (równolegle) |                |

## Prezydenci Wrocławia (1945–1950)

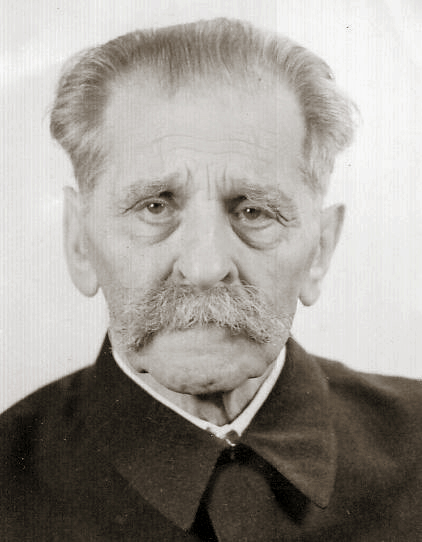
Bolesław Drobner

- Bolesław Drobner (14 marca 1945 – 9 czerwca 1945)
- Aleksander Wachniewski (13 czerwca 1945 – 15 lutego 1947)
- Bronisław Kupczyński (1947–1950)

## Przewodniczący Prezydium Miejskiej Rady Narodowej i Rady Narodowej miasta Wrocławia (1950–1956)
- Józef Barczyk (1950–1952)
- Marian Dryll (1952–1956)

## Przewodniczący Prezydium Rady Narodowej miasta Wrocławia (1956–1973)
- Eugeniusz Król (4 kwietnia 1956 – 2 lutego 1958)
- Bolesław Iwaszkiewicz (1957–1969)
- Stanisław Panek (9 czerwca 1969 – 6 grudnia 1972)
- Marian Czuliński (1972–1973)

## Prezydent Wrocławia (1973–1975)
- Marian Czuliński (1973–1975)

## Wojewodowie wrocławscy (1975–1984)
- Zbigniew Nadratowski (1975–1979)
- Janusz Owczarek (1979–1984)

## Prezydenci Wrocławia (od 1984)
| Lp. | Zdjęcie | Imię i nazwisko (partia polityczna) | Objęcie urzędu | Złożenie urzędu | Uwagi |
| --- | ------- | ----------------------------------- | -------------- | --------------- | --- |
| 1.  |         | Stanisław Apoznański                | 1984           | 1985            | SdRP i SLD |
| 2.  |         | Stefan Skąpski                      | 1986           | 1990            | Ostatni prezydent w czasach PRL-u |
| 3.  |         | Bogdan Zdrojewski                   | 1990           | 2001            | Radny Rady Miejskiej Wrocławia z listy WKO |
| 4.  |         | Stanisław Huskowski                 | 2001           | 2002            | Radny Rady Miejskiej Wrocławia |
| 5.  |         | Rafał Dutkiewicz                    | 2002           | 2018            | Wybory samorządowe w Polsce w 2002 roku Wybory samorządowe w Polsce w 2006 roku Wybory samorządowe w Polsce w 2010 roku Wybory samorządowe w Polsce w 2014 roku |
| 6.  |         | Jacek Sutryk                        | 2018           |                 | Wybory samorządowe w Polsce w 2018 roku Wybory samorządowe w Polsce w 2024 roku                                                                                 |